# 沙芥
沙芥（学名：Pugionium cornutum），为十字花科沙芥属下的一个植物种。